# نان مارتین
نان مارتین (انگلیسی: Nan Martin; ۱۵ ژوئیهٔ ۱۹۲۷ – ۴ مارس ۲۰۱۰ (۸۲ سال)) یک هنرپیشه اهل ایالات متحده آمریکا بود. وی بین سال‌های ۱۹۵۵ تا ۲۰۰۵ میلادی فعالیت می‌کرد.
او در فیلم زوج‌های عاشق و زندان جکسون کانتی بازی کرده است.
== منابع ==س
س
- مشارکت‌کنندگان ویکی‌پدیا. «Nan Martin». در دانشنامهٔ ویکی‌پدیای انگلیسی، بازبینی‌شده در ۱۵ اوت ۲۰۱۴.
- «Nan Martin». دریافت‌شده در ۱۵ اوت ۲۰۱۴.[پیوند مرده]